# Одиссей (самолёт)
Одиссей — американский автономный высотный самолёт на солнечных батареях с неограниченной продолжительностью полёта. Самолёт сможет летать в стратосфере круглый год в любых погодных условиях. Размах крыла самолёта составляет 74 метра. Он может нести груз весом до 25 кг, потребляющий мощность до 250 Вт. Самолёт может использоваться для измерения интенсивности ледяного покрова, водных течений, растительности и других научных исследований. При этом для сбора данных не требуется наземный оператор.